# Дифо C.2
Дифо C.2 (фр. Dufaux C.2) је швајцарски ловачки авион. Авион је први пут полетео 1916. године. 

Највећа брзина авиона при хоризонталном лету је износила 140 km/h.
Распон крила авиона је био 7,96 метара, а дужина трупа 6,10 метара. Празан авион је имао масу од 530 килограма. Нормална полетна маса износила је око 740 килограма. Био је наоружан са 2 синхронизована митраљеза Викерс калибра 7,7 милиметара.

## Наоружање
| Наоружање авиона: Дифо         |     |
| Ватрено (стрељачко) наоружање  |     |
| Топ                            |     |
| Митраљез                       |     |
| Број и ознака митраљеза        | 2   |
| Калибар                        | 7,7 |
| Бомбардерско наоружање (бомбе) |     |
| Ракетно наоружање (ракете)     |     |